# Sindicato dos Professores do Norte
O Sindicato dos Professores do Norte (SPN) é uma associação sindical portuguesa representiva de educadores de infância, professores dos ensinos básico, secundário e superior, investigadores, técnicos de educação e outros trabalhadores que exerçam funções docentes, técnico-pedagógicas.

## História
O SPN foi fundado em 18 de novembro de 1982.
Em 23 de Janeiro de 2009, o jornal Público noticiou que quatro dirigentes do Sindicato dos Professores do Norte tinham-se demitido do Partido Comunista Português, acusando aquele organismo de «perseguição» dentro do sindicato, tendo Júlia Vale comentado que «Era militante, pagava as quotas, sou dirigente sindical, mas há dois anos que o PCP não me convocava para qualquer tipo de reunião». Em Outubro de 2019, apoiou a organização de um cordão humano num estabelecimento de ensino escola de Valença, contra a violência nas escolas.
Ao longo da sua existência, o organismo tem-se destacado pelos seus esforços na defesa dos direitos dos professores, tendo por exemplo interposto uma providência cautelar em 2011, contra o corte nos salários na Universidade do Porto, e em 2016 iniciou uma acção judicial contra o Ministério da Educação devido a um novo regime imposto pelo governo, segundo o qual o tempo de intervalo entre entre as actividades lectivas, medida que classifico como «um injustificado tratamento diferenciado, quer em relação ao que acontece nos restantes níveis de educação e ensino, quer em relação aos trabalhadores de outros sectores profissionais. Em 2017, colaborou na preparação de uma providência cautelar contra o concurso de mobilidade interna do Ministério da Educação, apresentada por uma professora que tinha sido colocada uma escola a mais de duas centenas de quilómetros da sua residência. Em Novembro de 2022, foi um dos sindicatos que se opôs a uma medida que estava a ser ponderada pelo Ministério da Educação, que iria permitir aos directores da escolas fazer o recrutamento directo de parte dos docentes.
Foi responsável pela organização ou participação em várias greves de âmbito regional, incluindo uma na cidade do Porto em 2018, no Distrito de Braga em Janeiro de 2023, e no Distrito de Vila Real, em Fevereiro do mesmo ano.

## Descrição

### Âmbito geográfico
O SPN tem sede no Porto e abrange os distritos de Aveiro, Braga, Bragança, Porto, Viana do Castelo e Vila Real.
Para além das instalações da sede no Porto, o SPN tem delegações em Santa Maria da Feira, S. João da Madeira, Penafiel, Amarante, Vila Real, Chaves, Mirandela, Bragança, Monção, Viana do Castelo, Braga, Guimarães, Vila Nova de Famalicão e Póvoa de Varzim.

### Estruturas em que se integra
Em 2018, o Sindicato dos Professores do Norte estava integrado na Federação Nacional dos Professores (FENPROF), que estava ligada à Confederação Geral dos Trabalhadores Portugueses. Faz também parte da Confederação Nacional de Acção Sobre Trabalho Infantil.